# Терпсион
Терпсион (др.-греч. Τερψίων) (V—IV век до н. э.) — древнегреческий философ из Мегары, один из учеников Сократа.
Терпсион упомянут в двух диалогах Платона как друг Евклида и собеседник Сократа в «Теэтете», и в составе учеников, которые пришли проститься с Сократом перед казнью — в «Федоне».
В трактате Плутарха «О демоне Сократа» с отсылкой на Терпсиона дано объяснение феномена демона Сократа, как чихания. Если в момент размышления Сократ слышал чихание справа, сзади или спереди, то это было побуждением к действию; слева — необходимостью воздержаться от чего-либо; собственное — прекращению начатого.
Афиней называет с отсылкой на Клеарха Терпсиона учителем Архестрата, автором «Гастрологии». Также он приписывает Терпсиону фразу: «Ешь черепашину или не ешь ее.
Или, как говорят другие:/Или не ешь,/или ешь черепашину», что представляет пародию на изречение о поэзии: «Напейся досыта из пиэрийского источника или не пей из него вовсе».